# Acraea latimarginata
Acraea latimarginata är en fjärilsart som beskrevs av Van Son 1963. Acraea latimarginata ingår i släktet Acraea och familjen praktfjärilar. Inga underarter finns listade i Catalogue of Life.